# Anthidium illustre
Anthidium illustre är en biart som beskrevs av Cresson 1879. Anthidium illustre ingår i släktet ullbin och familjen buksamlarbin. Inga underarter finns listade.

## Beskrivning
Som de flesta medlemmar av släktet är Anthidium illustre svart med gulaktiga markeringar, bland annat i form av avbrutna tvärband på bakkroppen. Arten är mycket lik den nära släktingen Anthidium formosum.

## Ekologi
Anthidium illustre trivs i torrt klimat, även om den verkar vara mindre vanlig i rena ökenområden. Födomässigt är arten generalist, och besöker blommande växter från många familjer, som korgblommiga växter, ärtväxter, strävbladiga växter, jordröksväxter, kransblommiga växter, malvaväxter och grobladsväxter

### Fortplantning
Hanen av denna art hävdar revir. Arten är ett solitärt, det vill säga icke samhällsbildande bi där varje hona själv sörjer för sin avkomma. Hon inrättar sitt larvbo i marken i övergivna bogångar av andra insekter som pälsbin och skalbaggar, i konstgjorda bon, i döda palmliljestjälkar eller i gångar i gamla ekstubbar. Bona kläs med hår framför allt från släktet Lepidospartum i korgblommiga växter.

## Utbredning
Utbredningsområdet omfattar sydvästra Nordamerika som norra Baja California i Mexiko och Arizona, Kalifornien, Nevada, New Mexico, Oregon, Utah, och Idaho. Ett antal gamla fynd från Colorado (1914) föreligger också.